# Riihijärvi (sjö i Jockas, Södra Savolax)
Riihijärvi är en sjö i kommunen Jockas i landskapet Södra Savolax i Finland. Sjön ligger 103,7 meter över havet. Arean är 54 hektar och strandlinjen är 4,73 kilometer lång. Sjön  ingår i Vuoksens huvudavrinningsområde.   Den ligger omkring 37 kilometer öster om S:t Michel och omkring 240 kilometer nordöst om Helsingfors. 